# Peter R. Hunt
Peter Roger Hunt (ur. 11 marca 1925 w Londynie, zm. 14 sierpnia 2002 w Santa Monica) – brytyjski reżyser filmowy i montażysta.

## Życiorys
Największą popularność przyniosła mu praca przy sześciu filmach z serii o Jamesie Bondzie, a głównie W tajnej służbie Jej Królewskiej Mości z 1969, którym zadebiutował jako reżyser. Wcześniej był montażystą 5 kolejnych filmów o przygodach agenta 007.
Zmarł na zawał serca w swoim domu w Santa Monica, w Kalifornii.

## Filmografia
Reżyser:
- W tajnej służbie Jej Królewskiej Mości (1969)
- Partnerzy (1971-72; serial TV)
- Złoto (1974)
- Krzyknąć diabłu w twarz (1976)
- Podróże Guliwera (1978)
- Śmiertelne polowanie (1981)
- Ostatnie dni Pompeii (1984; serial TV)
- Dzikie gęsi II (1985)
- Zamach (1987)
- Oczy świadka (1991)

Montaż:
- Niezastąpiony kamerdyner (1957)
- Zatopić pancernik Bismarck! (1960)
- Doktor No (1962)
- Pozdrowienia z Rosji (1963)
- Goldfinger (1964)
- Operacja Piorun (1965)
- Teczka Ipcress (1965)
- Żyje się tylko dwa razy (1967)
- Partnerzy (1971-72; serial TV)